# Charly Lownoise & Mental Theo
Charly Lownoise & Mental Theo är en DJ-duo från Nederländerna mest kända inom happy hardcore och gabber. Duons mest framgångsrika låtar är Wonderful Days (som är en cover på Tony Ronalds Help (Get Me Some Help)), Stars och Live In London.
Charly Lownoise är artistnamn för Ramon Roelofs, född 16 juni 1968 i Haag. Mental Theo är artistnamn för Theo Nabuurs, född 14 februari 1965 i 's-Hertogenbosch.